# 40 Winks
40 Winks es un videojuego de plataformas desarrollado por Eurocom en 1999 para la plataforma PlayStation (PSX) y Nintendo 64. Este juego iba a ser vendido originalmente para el Nintendo 64, pero debido a las pocas ventas, nunca fue liberado para esta consola, sin embargo el juego fue totalmente completado por una compañía de nombre Piko Interactiva y lo lanzó para Nintendo 64 en septiembre de 2018, convirtiéndose así en el último videojuego lanzado para la consola después de 15 años de ser descontinuada, así mismo es el juego que se relanzó después de haber sido cancelado casi 20 años atrás.

## Juego
En el juego se debe tomar el control de Ruff o Tumble, dos niños hermanos que a través de los sueños deben rescatar a los "Winks", unas  pequeñas criaturas blancas y peludas que crean los dulces sueños y también los Hoodwinks, unas criaturas verdes similares a los "Winks" pero que crean pesadillas. Han sido apresadas por el malvado villano Nitekap y su secuaz Threadbear. A través del juego se consiguen monedas, el personaje pasa por mundos de sueños, casas embrujadas, barcos, planetas y países prehistóricos. El personaje se puede transformar en diferentes tipos de seres, como por ejemplo ninjas, cavernícolas, superhéroes, etc.

## Nota
La versión de Nintendo 64 tiene modo cooperativo exclusivo en pantalla dividida.